# Bentley (Familienname)
Bentley ist der Familienname folgender Personen:
- Alex Bentley (* 1990), US-amerikanische Basketballspielerin
- Alfred Mulock Bentley (1878–1956), britischer Geschäftsmann
- Alf Bentley (Fußballspieler, 1887) (1887–1940), englischer Fußballspieler
- Alf Bentley (Fußballspieler, 1931) (1931–1996), englischer Fußballspieler
- Alison Bentley (1957–2023), britische Jazzsängerin
- Alvin Morell Bentley (1918–1969), US-amerikanischer Politiker
- Anna Bentley (* 1981), britische Fechterin
- Anthony Bentley-Buckle (1921–2010), kenianischer Segler
- Arthur F. Bentley (1870–1957), US-amerikanischer Politikwissenschaftler und Philosoph
- Beverly Bentley (1930–2018), US-amerikanische Schauspielerin
- Bonnie Bentley (* 20. Jahrhundert), US-amerikanische Schauspielerin
- Caryn Bentley (* 1974), südafrikanische Hockeyspielerin
- Charles Bentley (1929–2017), US-amerikanischer Geologe und Polarforscher
- Cindy Bentley (* 1957), US-amerikanische Sportlerin mit geistiger Behinderung
- Clint Bentley (* 1985), US-amerikanischer Filmemacher
- Coral Bentley (* 1984), australische Synchronschwimmerin
- Cornelia Bentley Sage Quinton (1876/1880–1936), US-amerikanische Malerin und Museumsleiterin
- David Bentley (Bischof) (1935–2020), britischer Theologe und Geistlicher, Bischof von Gloucester
- David Bentley (Fußballspieler) (* 1984), englischer Fußballspieler
- Derek Bentley (1933–1953), britisches Opfer eines Justizirrtums
- Diana Bentley (* 1965), kanadische Schauspielerin, Produzentin und Drehbuchautorin
- Dierks Bentley (* 1975), US-amerikanischer Countrysänger
- Doug Bentley (1916–1973), kanadischer Eishockeyspieler
- E. C. Bentley (1875–1956), britischer Schriftsteller
- Elizabeth Bentley (1908–1963), US-Amerikanerin, von 1938 bis 1945 als sowjetische Agentin tätig
- Eric Bentley (1916–2020), US-amerikanischer Kulturkritiker, Autor, Sänger und Übersetzer
- Fonzworth Bentley (* 1974; bürgerlich: Derek Watkins), US-amerikanischer Hip-Hop-Künstler und Modedesigner
- Gerald Eades Bentley (1901–1994), US-amerikanischer Literaturwissenschaftler
- Gladys Bentley (1907–1960), US-amerikanische Blues-Sängerin und Entertainerin
- Helen Delich Bentley (1923–2016), US-amerikanische Politikerin
- Henry Wilbur Bentley (1838–1907), US-amerikanischer Politiker
- John Bentley (Fußballspieler) (1860–1918), englischer Fußballspieler und -trainer
- John Bentley (Schauspieler) (1916–2009), britischer Schauspieler
- John Bentley (Ruderer) (* 1957), australischer Ruderer
- John Bentley (Rugbyspieler) (* 1966), englischer Rugbyspieler
- Jon Bentley (Informatiker) (* 1953), US-amerikanischer Informatiker
- Jon Bentley (Journalist) (* 1961), britischer Fernsehjournalist, Produzent und Moderator
- Jon Bentley (Musiker) (* 1973), kanadischer Saxophonist
- Jude Bentley (1978–2020), guyanischer Radsportler
- Lamont Bentley (1973–2005), US-amerikanischer Schauspieler und Rapper
- Lisa Bentley (* 1968), kanadische Triathletin
- Matt Bentley (* 1979), US-amerikanischer Wrestler und Musiker
- Max Bentley (1920–1984), kanadischer Eishockeyspieler
- Michael A. Bentley, britischer Kernphysiker
- Naomi Bentley, britische Schauspielerin
- Nesbit Bentley (* 1929), fidschianischer Segler
- Paul Bentley (* 1946), britischer Sportschütze
- Phyllis Bentley (1894–1977), englische Schriftstellerin
- Randall Bentley (* 1991), US-amerikanischer Schauspieler
- Richard Bentley (1662–1742), britischer klassischer Philologe und Bibliothekar
- Richard Bentley (Leichtathlet) (* 1960), Hürdenläufer aus Guam
- Robert Bentley (Botaniker) (1821–1893), britischer Botaniker
- Robert J. Bentley (* 1943), US-amerikanischer Politiker
- Roy Bentley (1924–2018), englischer Fußballspieler
- Russell Bentley (1960–2024), US-amerikanischer Veteran und Youtuber
- Samantha Bentley (* 1987), britische Pornodarstellerin, Model und Schauspielerin
- Thomas Bentley (Unternehmer) (1731–1780), englischer Töpferei-Unternehmer
- Verna Mae Bentley-Krause (* 1951), US-amerikanisch-deutsche Sängerin
- Walter Owen Bentley (1888–1971), Gründer des Automobilherstellers Bentley
- Wes Bentley (* 1978), US-amerikanischer Schauspieler
- William Bentley (1927–1998), britischer Botschafter
- Wilson Bentley (1865–1931), US-amerikanischer Farmer und Fotograf